# Alexandre Bogomolets
Pour les articles homonymes, voir Bogomolets.
Alexandre Alexandrovich Bogomolets (en russe : Алекса́ндр Алекса́ндрович Богомо́лец ; en ukrainien : Олекса́ндр Олекса́ндрович Богомо́лец ; Oleksandr Oleksandrovych Bohomolets ), né le  24 mai 1881 à Kiev et mort dans la même ville le 19 juillet 1946, était un médecin et physiologiste soviétique et ukrainien.

## Biographie
Son père était le médecin et révolutionnaire Alexandre Mikhaïlovitch Bogomolets (1850–1935). Sa mère, Sofia Bogomolets, était une militante du mouvement agraire Narodniki. Elle fut arrêtée et emprisonnée pour activités politiques. Alexandre Bogomolets est né à la prison de Loukianivska à Kiev. 
En 1906, il a obtenu son doctorat de la faculté de médecine de l'Université de Novorossiïsk avec les honneurs. 
En 1910, il est professeur adjoint au Département de physiologie pathologique de l'Université d'Odessa. 
En 1911, il poursuit ses études à la Sorbonne à Paris.
Revenu en Russie, il est professeur de pathologie générale et de bactériologie à l'université d'État de Saratov jusqu'en 1925. Entre 1925 et 1929, Alexandre Bogomolets a dirigé le Département de pathologie expérimentale de l'Académie soviétique de Moscou. 
De 1930 à 1946, il fut directeur de l'Institut de biologie expérimentale et de pathologie de Kiev et de 1934 à 1946, directeur de l'institut de physiologie clinique de l'URSS à Kiev.
Alexandre Bogomolets a été président de l'Académie nationale des sciences d'Ukraine et directeur de l'institut de physiologie clinique de Kiev. Ses laboratoires étaient situés en Géorgie, où il disposait d'une unité de recherche permanente rattachée à l'Académie des sciences (1937). Selon Jaurès Medvedev, cela a été rendu possible par Staline, qui voulait que les membres de l'institut expérimental étudient l'allongement de l'espérance de vie. Il a développé un sérum cytotoxique antiréticulaire. ce sérum d'animal (cheval) hyperimmunisé par des injections surnommé "sérum de jeunesse", stimule le système réticulo-endothélial et améliore certains troubles liés à l'âge de sujets âgés de cette espèce à qui sont injectées de petites doses
En 1938, Alexandre Bogomolets a organisé, à Kiev, la première conférence scientifique mondiale sur le vieillissement et la longévité.

## Honneurs
- Héros du travail socialiste
- Ordre de Lénine
- Ordre de la Guerre patriotique
- Ordre du Drapeau rouge du Travail
- Prix d'État de l'URSS

L'Université nationale de médecine des Bogomolets de Kiev porte son nom.

## Sources
1. ↑  Dictionnaire des sciences animales

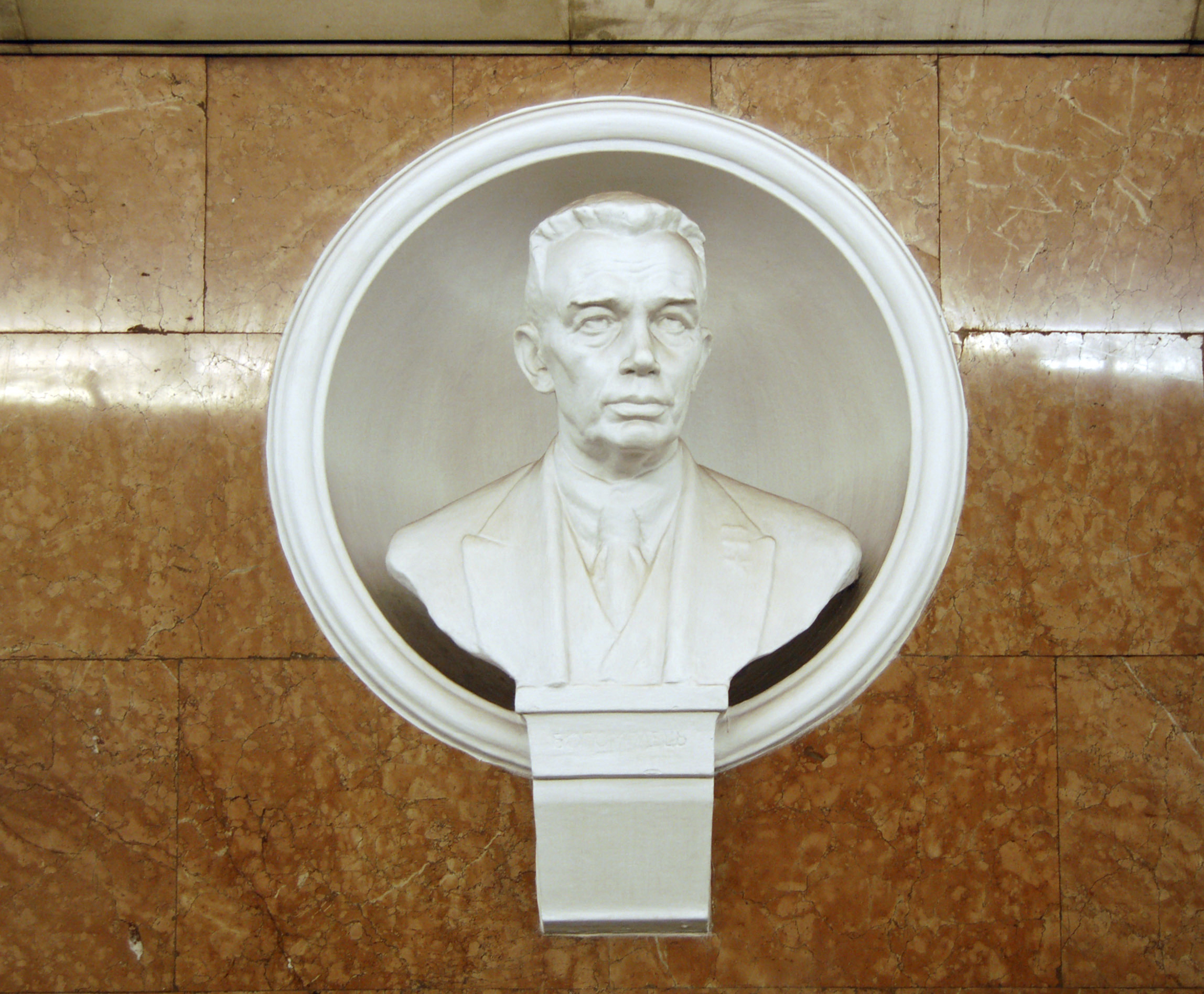
Buste de Bogomolets dans le métro de Kiev
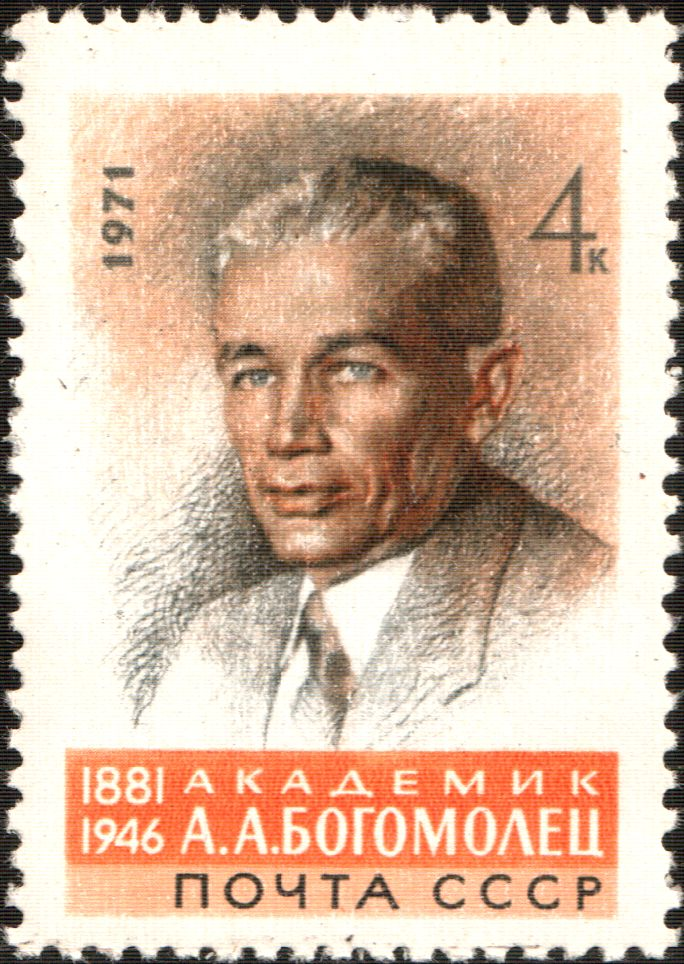
Timbre soviétique à l'effigie de Bogomolets